# Filostrat IV
Filostrat IV (ur. ok. 235 lub 240) – retor i pisarz grecki, żyjący w III wieku, alternatywny autor Obrazów mniejszych.
Istnienie Filostrata IV wiąże się z dyskusją nad zbiorem pism greckich pochodzących z I-III wieku, zachowanego pod imieniem Filostrata. Według tradycji bizantyńskiej, przekazanej w Księdze Suda, autorów pism było trzech. Najstarszy, Filostrat, syn Werusa, był autorem Nerona i O atletyce oraz ojcem Flawiusza Filostrata, autora Listów miłosnych, Żywota Apolloniosa z Tyany, Żywotów sofistów, Obrazów większych i Rozmowy o Herosach. Najmłodszy był wnukiem siostry Flawiusza Filostrata, a synem Nerwiana, ożenił się z córką drugiego z Filostratów i napisał drugą serię Obrazów.
Dyskusje nowożytnych uczonych, a szczególnie badania nad stylem i językiem zachowanych pism filostratejskich doprowadziły ich do wniosku, że nie wszystkie pisma, przypisywane przez Bizantyńczyków Flawiuszowi Filostratowi wyszły z jego ręki. Pod koniec XIX wieku przypisywano mu autorstwo Listów miłosnych, Żywota Apolloniosa z Tyany, Żywotów sofistów, natomiast Obrazy większe i Rozmowę o Herosach uznawano za dzieło Filostrata, syna Nerwiana, którego nazwano Filostratem III. Wobec tego, że autor Obrazów mniejszych podaje się za wnuka autora Obrazów większych powstała konieczność przyjęcia istnienia jeszcze jednego Filostrata, nazwanego Filostratem IV, będącego synem córki Filostrata III i jego żony, córki Flawiusza Filostrata (Filostrata II). Z przybliżonych wyliczeń wynikało, że Filostrat IV powinien się urodzić ok. 235 lub 240 roku.
Dalszy rozwój badań naukowych, prowadzonych już w XX wieku, doprowadził do rehabilitacji poglądów uczonych bizantyńskich i do przywrócenia Flawiuszowi Filostratowi autorstwa Obrazów większych i Rozmowy o Herosach. W połowie XX wieku Filostratowi III przypisywano już tylko autorstwo pierwszego z dwóch zachowanych Wykładów oraz niektórych Listów miłosnych. Dalsza dyskusja nad tą kwestią doprowadziła pod koniec XX wieku do wysunięcia propozycji, by uznać hipotezę istnienia dwóch Filostratów III i IV za zbędną. Autorzy tej koncepcji połączyli w jedną osobę również Filostrata, syna Werusa i Flawiusza Filostrata, nazywając go Filostratem Starszym, dla odróżnienia od autora Obrazów mniejszych - Filostrata Młodszego.